# Copenhagen Puppet Festival
Copenhagen Puppet Festival var en biennale, der udelukkende fokuserede på at udvikle og udvide kendskabet til dukketeater for voksne. Festivalen havde rødder tilbage til 2004, men startede først op i 2007, og den sidste biennale fandt sted i 2016.
Copenhagen Puppet Festival blev startet og drevet af Vesterbro Kulturhus (senere Kulturanstalten) under Københavns Kommune, men valgte i 2012 at blive en frivilligt drevet forening - blandt andet for at få mere frihed til at sætte fokus på og tage stilling til forskellige samfundspolitiske problematikker. Festivalen holdt fast i sin lokale forankring på Vesterbro og oparbejdede et godt partnerskab med Kulturanstalten og andre lokale aktører; teatre, sociale tiltag såvel som det private erhvervsliv. Sideløbende kom en bred vifte af fagligheder ind i arrangørgruppen med baggrund indenfor teater, byplanlægning, layout, PR, universitetsverden og det private erhvervsliv.

## Baggrund
Kultur Vesterbro arrangerede i 2004 Mester Jakel og rødderne og en særopsætningen af Stuffed Puppets RE:FRANKENSTEIN i 2005. Dette lagde grundlaget for den første Copenhagen Puppet Festival, der løb af stabelen i 2007, og var den første dukketeaterfestival der udelukkende henvendte sig til et voksent publikum. Festivalen sigtede mod at sprede dukketeater til et større publikum, samt at lægge forholdene til rette for videre udvikling, så nye talenter havde en scene at udfolde sig på.
Copenhagen Puppet Festival havde et internationalt sigte, og samarbejdede med aktører og kunstnere fra forskellige lande. Ønsket bagom festivalen var at skabe et mødested for kunstnere, arrangører, entusiaster og publikum, og derigennem skabe nye muligheder. Festivalen var ledet af Maria Suh og Barnaby Pedersen, der i 2011 blev tildelt UNIMA (Union de la Marionette) Danmarks ærespris.

## Program
Copenhagen Puppet Festival lagde vægt på både inden- og udendørs dukketeaterforestillinger samt workshops, symposier, foredrag og udstillinger uden for scenen
Festivalen inviterede hver sæson en række nationale og internationale fagfolk – bl.a. dukkeførere, dukketeaterskoler, forskere, bookere og arrangører. Herudover kom der en række gæster på eget initiativ fra Norden, Europa, Sydkorea og Sydamerika. Ved festivalen i 2011 var Copenhagen Puppet Festival vært for 48 internationale gæster som bl.a. deltog i Off Stage programmets workshops, diskussioner og symposier.

## Resultater
I dag har flere etablerede scener i Danmark dukketeater for voksne på programmet. I 2016 vandt forestillingen ”Arne går under”, som spillede på Bådteatret, en Reumert for årets scenedesign (Rolf Søborg Hansen) og nok en Reumert for årets instruktør (Rolf Heim). Dertil var forestillingen ”Støv” (Sew Flunk Fury Wit) nomineret i kategorien Årets særpris.
Scenekunstens Udviklingscenter har i en årrække udbudt en diplomuddannelse indenfor dukketeater, og har peget på Copenhagen Puppet Festival som en vigtig medspiller i forhold til at få uddannelsen stablet på benene. Uddannelsen blev etableret på baggrund af interessen og tilslutningen til Copenhagen Puppet Festivals seminar om uddannelse i 2007, 2009 og 2011.
Flere internationale festivaler for dukketeater for voksne har tillige haft rettet blikket mod den lille festival i København, som markerede sig internationalt som festivalen, der havde spottet morgendagens stjerner. I 2012 blev Copenhagen Puppet Festival inviteret til at være sparringspartner som led i at etablere en international dukketeater festival i Oslo, Norge.
Det sidste punktum blev sat i juni 2016 ved arrangementet Puppets against Poverty, hvor Copenhagen Puppet Festival og en af festivallens sponsorer – Medlyd – donerede to Rega P3 pladespillere til socialt udsatte på Vesterbro i København. Pladespillerne blev dekoreret af kunstnerne Thomas Pålsson og engelske Nicholas Rawling i forbindelse med co-productionen med Paper Cinema ved Festivalen Puppets in Politics i 2015.
Dette genererede 10.000 kr. til støtte for Gadens Stemmer og Istedgade 100´s arbejde med byens udskældte og marginaliserede mennesker. På den måde har Copemhagen Puppet Festival været med til at koble kulturen med støttearbejde for socialt udsatte, en kobling der altid lå Copenhagen Puppet Festivals hjerte tæt.

## eksterne kilder og henvisninger
- Kulturanstalten Arkiveret 10. maj 2012 hos  Wayback Machine arrangør
- Scenekunstens Udviklingscenter Arkiveret 27. november 2013 hos  Wayback Machine officiel hjemmeside